# Mearnsia
Mearnsia is een geslacht van vogels uit de familie gierzwaluwen (Apodidae).

## Soorten
Het geslacht kent de volgende soorten:
- Mearnsia novaeguineae  – Nieuw-Guinese gierzwaluw
- Mearnsia picina  – Filipijnse gierzwaluw